# Alexandra Bujdoso
Alexandra Bujdoso (n. 5 martie 1990, Budapesta, Ungaria) este o scrimeră germană de origină maghiară specializată pe sabie, vicecampioană mondială la juniori în 2006.
Este pregătită de tatăl său, fostul campion olimpic Imre Bujdosó. În sezonul 2005-2006 a obținut medalia de argint la Campionatul Mondial pentru juniori din 2006 și a ‎câștigat Cupa Mondială de juniori, în timp ce era doar în categoria cadeți. În paralel a cucerit o medalie de bronz la etapa de Cupa Mondială de seniori de la Klagenfurt și a atins sferturile de finală la Campionatul Mondial din 2006 de la Torino. A încheiat sezonul pe locul 11, cel main bun clasament din carieră până în 2016.
A participat la Jocurile Olimpice de vară din 2008 de la Beijing, unde a fost eliminată în turul doi de vicecampioana olimpică en titre Tan Xue. La ediția din 2012 de la Londra a pierdut în turul întâi cu azera Sabina Mikina.

## Palmares
Clasamentul la Cupa Mondială
| An  | 2004 | 2005 | 2006 | 2007 | 2008 | 2009 | 2010 | 2011 | 2012 | 2013 | 2014 | 2015 |
| --- | ---- | ---- | ---- | ---- | ---- | ---- | ---- | ---- | ---- | ---- | ---- | ---- |
| Loc | 99   | 127  | 11   | 28   | 35   | 23   | 49   | 38   | 25   | 65   | 60   | 78   |

## Legături externe
- de  Alexandra Bujdoso la Federația Germană de Scrimă
- en Alexandra Bujdoso la Olympedia.org